# Breitstielige Esche

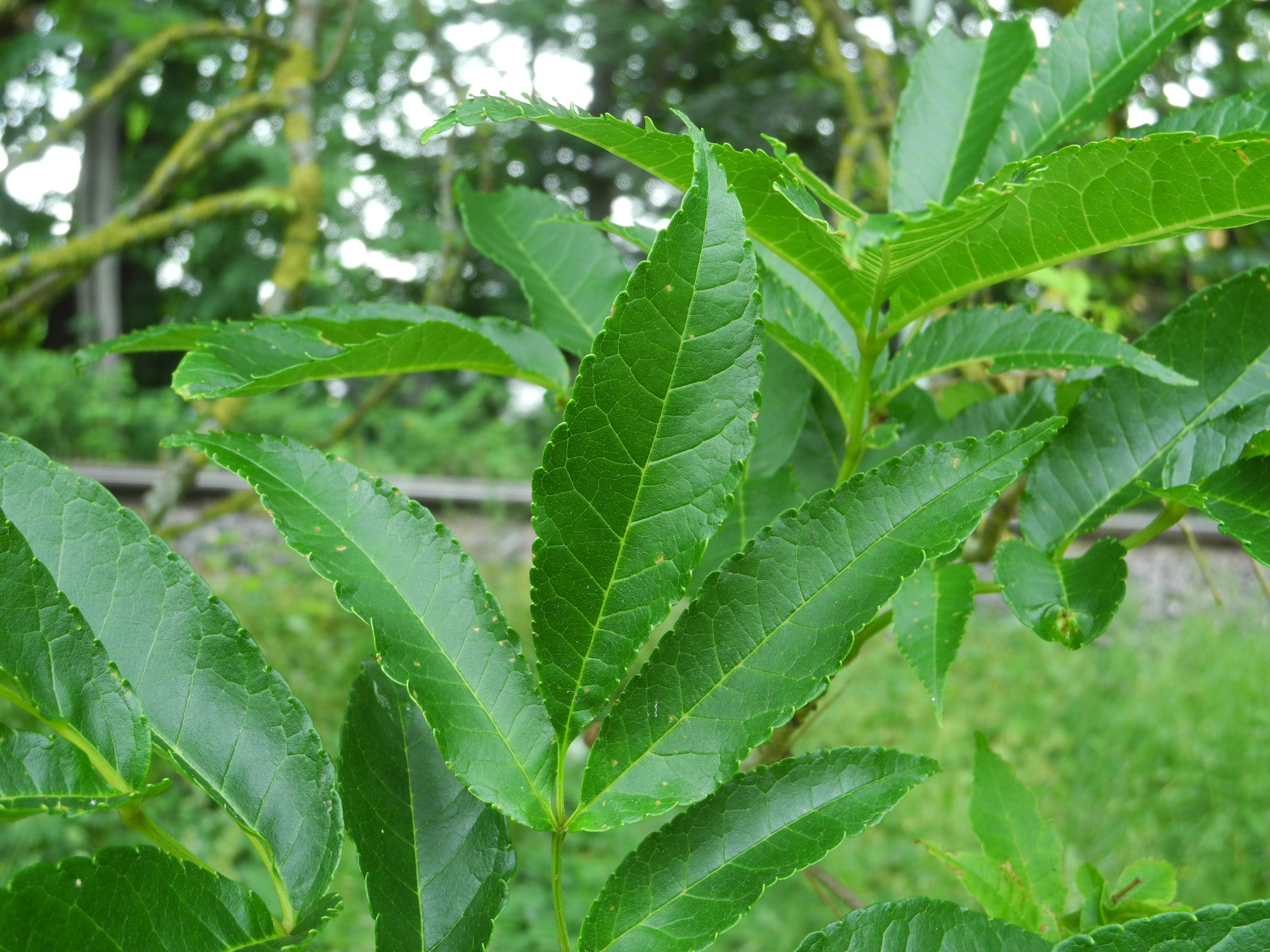
Blätter

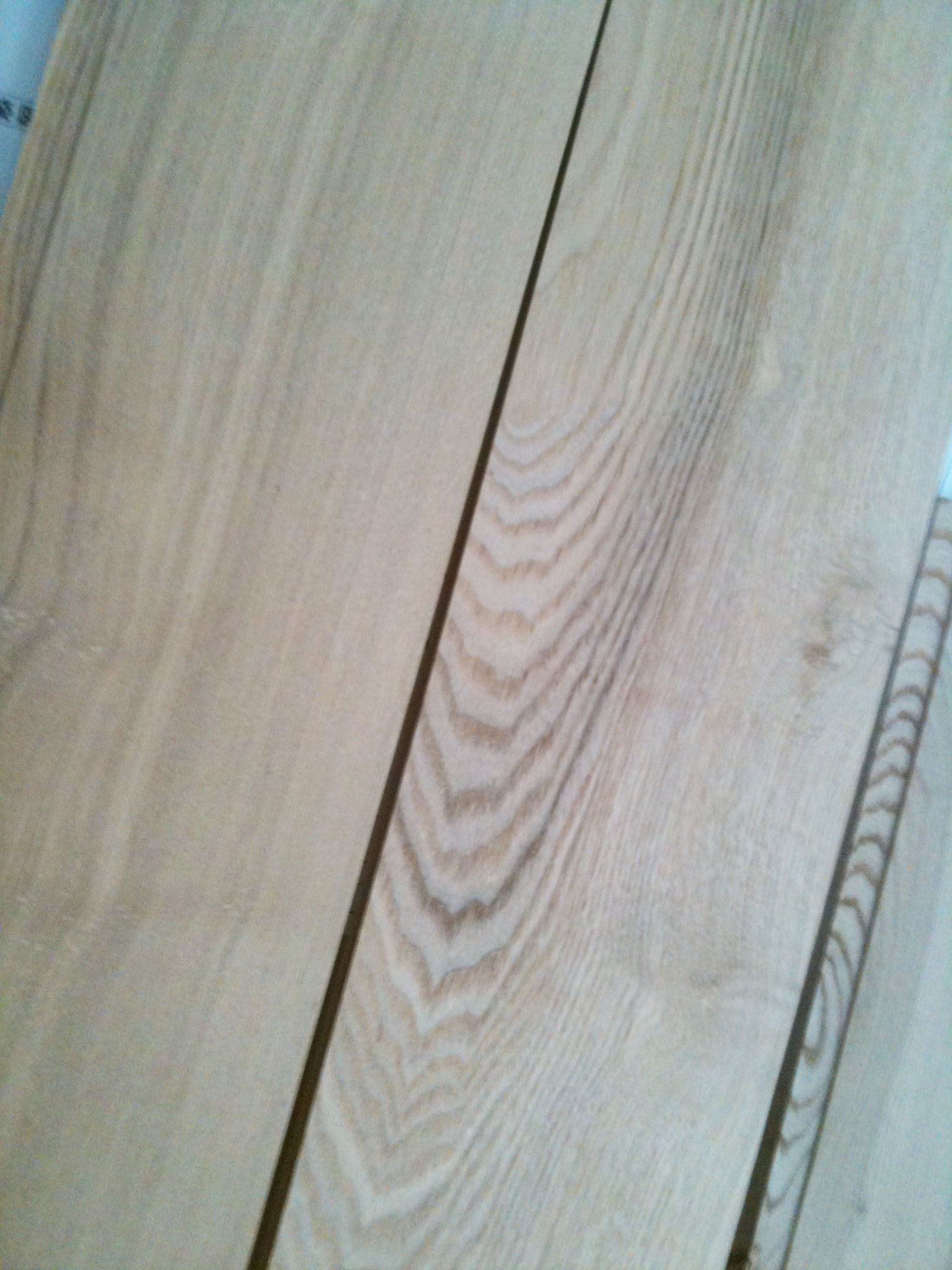
Holz der Breitstieligen Esche

Die Breitstielige Esche (Fraxinus platypoda) ist eine Laubbaumart aus der Gattung der Eschen in der Familie der Ölbaumgewächse. Ihr natürliches Verbreitungsgebiet liegt in China und Japan.

## Beschreibung
Die Breitstielige Esche ist ein kleiner, breitkroniger und laubabwerfender Baum der eine Höhe bis über 28 Meter, in Kultur meist nur bis 10 Meter erreicht. Die Zweige sind graugelb, dick und steif. Die auffallend großen Endknospen sind braun, länger als breit und haben nur ein Schuppenpaar. Der Stammdurchmesser erreicht über 1 Meter.
Die gegenständigen, gestielten Laubblätter sind 20 bis 30 Zentimeter lang, unpaarig gefiedert und bestehen aus 5 bis 9 sitzenden Blättchen. Die kurz gestielten bis sitzenden Blättchen sind 6 bis 14 Zentimeter lang und 2 bis 3,5 Zentimeter breit, eiförmig bis elliptisch, seltener verkehrt-eiförmig, spitz bis zuspitzt mit einer spitzen oder abgerundeten Basis. Der Blättchenrand ist gekerbt bis gesägt. Die Oberseite ist tiefgrün und kahl, die Mittelader auf der Unterseite ist mehr oder weniger behaart. Es werden 10 bis 15 Nervenpaare gebildet. Der rinnige und halbstängelumfassende Blattstiel ist 5 bis 6 Zentimeter lang und an der Basis verdickt. Die Rhachis ist rinnig.
Die Blüten sind androdiözisch verteilt, es gibt nur männliche sowie männliche und zwittrige Exemplare, der Pollen von männlichen Exemplaren ist fruchtbarer. Die Blüten stehen in 12 bis 15 Zentimeter langen, seitenständigen Rispen. Die Blüten erscheinen mit den Blättern im Mai. Die Blüten sind zwittrig oder männlich, Kronblätter fehlen.
Als Früchte werden 3,5 bis 5,5 Zentimeter lange, einseitig geflügelte und einsamige Nussfrüchte gebildet, deren Flügelsaum mehr oder weniger bis zur Mitte herabläuft.

## Verbreitung und Ökologie
Das Verbreitungsgebiet der Breitstieligen Esche sind die chinesischen Provinzen Hubei, Gansu, Sichuan, Yunnan und das Gebiet von Zentral-Honshū südwärts in Japan. Dort gedeiht sie in Auen- und Ufergehölzen auf mäßig trockenen, frischen bis feuchten, schwach sauren bis neutralen, sandigen Böden an sonnigen Standorten. Sie ist wärmeliebend und meist frosthart. Man findet sie in Höhen von 1200 bis 2800 Metern.

## Systematik
Die Breitstielige Esche (Fraxinus platypoda) ist eine Art aus der Gattung der Eschen (Fraxinus) aus der Familie der Ölbaumgewächse (Oleaceae). Sie wird der Sektion Fraxinus zugeordnet.